# Broomstick Cars
Broomstick Cars Limited ist ein britisches Unternehmen im Bereich Automobil und ehemaliger Automobilhersteller.

## Unternehmensgeschichte
Michael Moore gründete 1972 das Unternehmen in Leighton Buzzard in der Grafschaft Bedfordshire. Er begann mit dem Verkauf von Ersatzteilen für Fahrzeuge von Jaguar Cars. 1993 kam die Produktion von Automobilen und Kits dazu. Der Markenname lautete Broomstick. 1999 endete die Produktion. Insgesamt entstanden 36 Exemplare. Das Unternehmen ist immer noch aktiv.

## Fahrzeuge
Das einzige Modell war der BS 120. Dies war die Nachbildung des Jaguar XK 120. Die Basis bildete ein Leiterrahmen. Darauf wurde eine Karosserie aus Fiberglas montiert. Viele Teile kamen von Jaguar.